# هال دیویس
هارولد ادوارد دیویس (انگلیسی: Harold Edward Davis) (زادۀ ۸ فوریه ۱۹۳۳ – درگذشتۀ ۱۸ نوامبر ۱۹۹۸) ترانه‌سرا و تهیه‌کننده موسیقی آمریکایی بود. دیویس برای نزدیک به سی سال تهیه‌کننده و نویسندۀ موتاون رکوردز بود و یکی از چهره‌های کلیدی در بخش آخر کارنامۀ جکسون فایو موتاون بود.